# ويلبر سامبسون
ويلبر سامبسون (بالإنجليزية: Wilbur Sampson)‏ هو ملحن أسترالي، ولد في 16 سبتمبر 1914 في سيدني في أستراليا، وتوفي في 28 أبريل 1958 في ساسكس إنليت في أستراليا.

## وصلات خارجية
- ويلبر سامبسون على موقع IMDb (الإنجليزية)
- ويلبر سامبسون على موقع ميوزك برينز (الإنجليزية)